# Patricia Grogan
Patricia Grogan (18 de julio de 1989) es una deportista neozelandesa que compitió en judo. Ganó dos medallas en el Campeonato de Oceanía de Judo en los años 2013 y 2014.

## Palmarés internacional
| Campeonato de Oceanía | Campeonato de Oceanía    | Campeonato de Oceanía | Campeonato de Oceanía |
| Año                   | Lugar                    | Medalla               | Categoría             |
| --------------------- | ------------------------ | --------------------- | --------------------- |
| 2013                  | Apia (Samoa)             | Medalla de oro        | –52 kg                |
| 2014                  | Auckland (Nueva Zelanda) | Medalla de plata      | –52 kg                |